# Невегліз
Невеглі́з, Невеґліз (фр. Neuvéglise) — колишній муніципалітет у Франції, у регіоні Овернь-Рона-Альпи, департамент Канталь. Населення — 1085 осіб (2011).
Муніципалітет був розташований на відстані близько 440 км на південь від Парижа, 100 км на південь від Клермон-Феррана, 45 км на схід від Оріяка.

## Історія
До 2015 року муніципалітет перебував у складі регіону Овернь. Від 1 січня 2016 року належав до нового об'єднаного регіону Овернь-Рона-Альпи.
1 січня 2017 року Невегліз, Лавастрі, Орадур i Сер'є було об'єднано в новий муніципалітет Невегліз-сюр-Трюїер.

## Демографія
Динаміка населення (INSEE ):
Розподіл населення за віком та статтю (2006):
| Стать | Всього | До 15 років | 15-24 | 25-44 | 45-64 | 65-85 | Понад 85 |
| --- | ------ | ----------- | ----- | ----- | ----- | ----- | -------- |
| Чоловіки | 592    | 84          | 68    | 96    | 212   | 120   | 12       |
| Жінки | 552    | 72          | 40    | 128   | 148   | 156   | 8        |
| \| Статево-вікова піраміда \| Статево-вікова піраміда \| Статево-вікова піраміда \| \| ----------------------- \| ----------------------- \| ----------------------- \| \| Чоловіки \| Вік \| Жінки \| \| 12 \| 85 + \| 8 \| \| 28 \| 80-84 \| 40 \| \| 32 \| 75-79 \| 40 \| \| 24 \| 70-74 \| 32 \| \| 36 \| 65-69 \| 44 \| \| 8 \| 60-64 \| 16 \| \| 64 \| 55-59 \| 40 \| \| 68 \| 50-54 \| 52 \| \| 72 \| 45-49 \| 40 \| \| 16 \| 40-44 \| 44 \| \| 28 \| 35-39 \| 24 \| \| 32 \| 30-34 \| 40 \| \| 20 \| 25-29 \| 20 \| \| 36 \| 20-24 \| 20 \| \| 32 \| 15-20 \| 20 \| \| 28 \| 10-14 \| 16 \| \| 24 \| 5-9 \| 24 \| \| 32 \| 0-4 \| 32 \| |        |             |       |       |       |       |          |
| Статево-вікова піраміда |        |             |       |       |       |       |          |
| Чоловіки | Вік    | Жінки       |       |       |       |       |          |
| 12 | 85 +   | 8           |       |       |       |       |          |
| 28 | 80-84  | 40          |       |       |       |       |          |
| 32 | 75-79  | 40          |       |       |       |       |          |
| 24 | 70-74  | 32          |       |       |       |       |          |
| 36 | 65-69  | 44          |       |       |       |       |          |
| 8 | 60-64  | 16          |       |       |       |       |          |
| 64 | 55-59  | 40          |       |       |       |       |          |
| 68 | 50-54  | 52          |       |       |       |       |          |
| 72 | 45-49  | 40          |       |       |       |       |          |
| 16 | 40-44  | 44          |       |       |       |       |          |
| 28 | 35-39  | 24          |       |       |       |       |          |
| 32 | 30-34  | 40          |       |       |       |       |          |
| 20 | 25-29  | 20          |       |       |       |       |          |
| 36 | 20-24  | 20          |       |       |       |       |          |
| 32 | 15-20  | 20          |       |       |       |       |          |
| 28 | 10-14  | 16          |       |       |       |       |          |
| 24 | 5-9    | 24          |       |       |       |       |          |
| 32 | 0-4    | 32          |       |       |       |       |          |

## Економіка
2010 року серед 678 осіб працездатного віку (15—64 років) 508 були активними, 170 — неактивними (показник активності 74,9%, у 1999 році було 63,8%). З 508 активних мешканців працювала 471 особа (267 чоловіків та 204 жінки), безробітними було 37 (12 чоловіків та 25 жінок). Серед 170 неактивних 36 осіб було учнями чи студентами, 101 — пенсіонерами, 33 були неактивними з інших причин.

У 2010 році в муніципалітеті числилось 476 оподаткованих домогосподарств, у яких проживали 1080,0 особи, медіана доходів виносила 16 399 євро на одного особоспоживача